# استفان بوگومیلوف
استفان بوگومیلوف (بلغاری: Стефан Богомилов؛ زادهٔ ۱۱ آوریل ۱۹۴۵) بازیکن فوتبال اهل بلغارستان است.
از باشگاه‌هایی که در آن بازی کرده است می‌توان به اشاره کرد.
وی همچنین در تیم‌های ملی فوتبال زیر ۲۱ سال بلغارستان و بلغارستان بازی کرده است.